# Gujrat
Gujrat (Urdu en Punjabi: گجرات) is een stad in het noordoosten van Pakistan aan de rivier de Chenab, op zo'n 120 kilometer ten noorden van Lahore. De stad ligt in het district Gujrat in de provincie Punjab.